# اسمشینگ پامپکینز

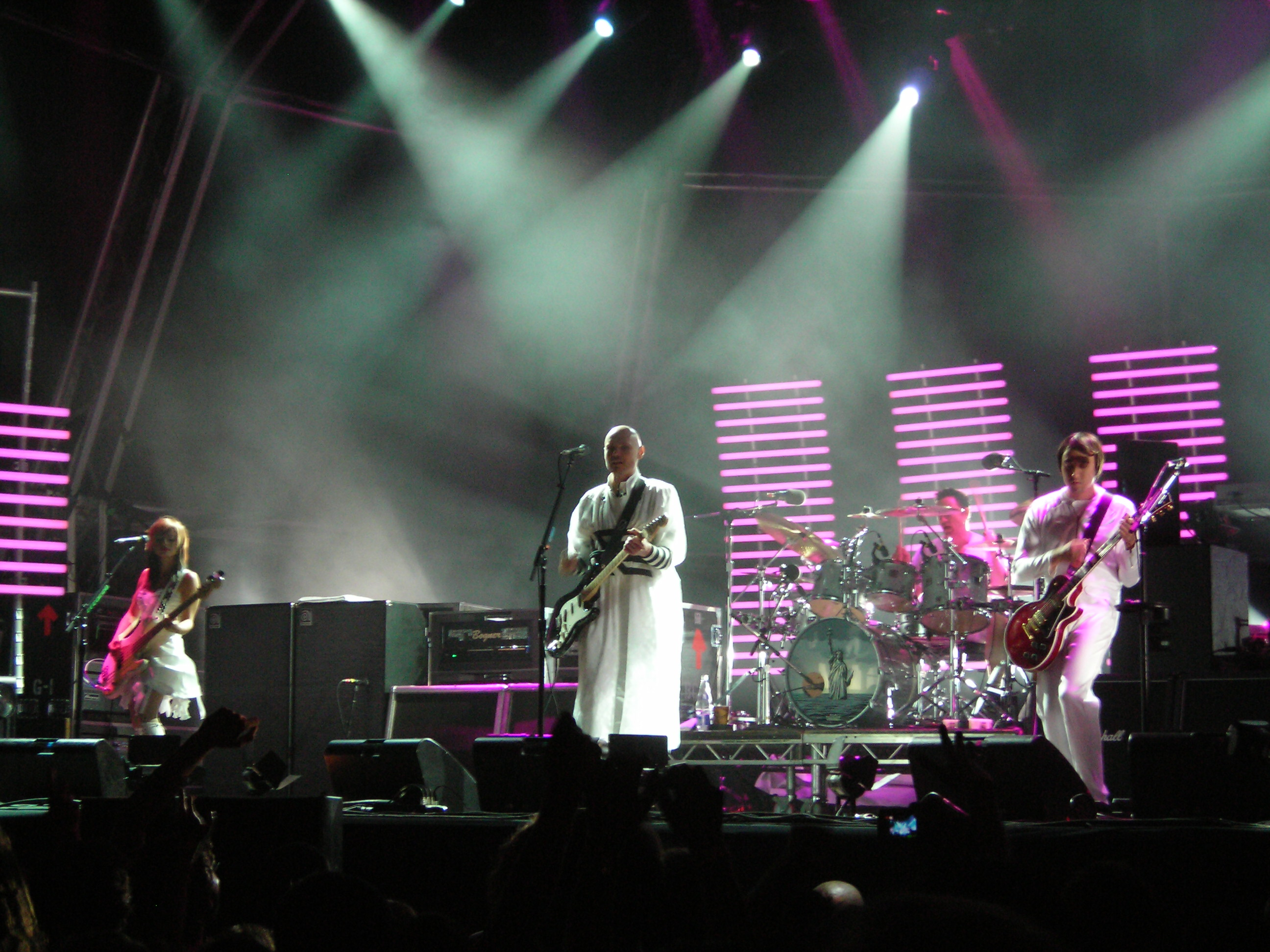
کنسرت سال ۲۰۰۷ در شهر بارسلون در اسپانیا.

اسمشینگ پامپکینز (به انگلیسی: Smashing Pumpkins) از گروه‌های موسیقی شهیر آلترناتیو راک جهان است.
مبدأ این گروه در شیکاگو در ایالت ایلینوی است.
این گروه در ساخت آهنگهای فیلمهایی همانند دگردیسان در یوتیوب(Transformers) و بتمن و رابین نیز شرکت داشت.
این گروه تا کنون برنده جایزه گرمی نیز بوده‌است.